# Liste des municipalités de Oaxaca

Armoiries de l'État de Oaxaca

L'état mexicain de l'Oaxaca est composée de 570 municipalités. La capitale est Oaxaca de Juárez.

## Liste des municipalités et des codes INEGI associés
Le code INEGI complet de la municipalité comprend le code de l'État - 20 - suivi du code de la municipalité. Exemple : Abejones = 20001. Chaque municipalité comprend plusieurs localités portant leur propre code. Ainsi, pour le chef-lieu de la municipalité d'Abejones, Abejones = 200010001.

État de Oaxaca

Municipalités de l'État de Oaxaca

Régions et districts de l'État de Oaxaca

| Code INEGI | Municipalité                           | Chef-lieu de la municipalité           | Code INEGI | Municipalité                         | Chef-lieu de la municipalité         |
| ---------- | -------------------------------------- | -------------------------------------- | ---------- | ------------------------------------ | ------------------------------------ |
| 001        | Abejones                               | Abejones                               | 286        | San Miguel Tlacotepec                | San Miguel Tlacotepec                |
| 002        | Acatlán de Pérez Figueroa              | Acatlán de Pérez Figueroa              | 287        | San Miguel Tulancingo                | San Miguel Tulancingo                |
| 003        | Asunción Cacalotepec                   | Asunción Cacalotepec                   | 288        | San Miguel Yotao                     | San Miguel Yotao                     |
| 004        | Asunción Cuyotepeji                    | Asunción Cuyotepeji                    | 289        | San Nicolás                          | San Nicolás                          |
| 005        | Asunción Ixtaltepec                    | Asunción Ixtaltepec                    | 290        | San Nicolás Hidalgo                  | San Nicolás Hidalgo                  |
| 006        | Asunción Nochixtlán                    | Asunción Nochixtlán                    | 291        | San Pablo Coatlán                    | San Pablo Coatlán                    |
| 007        | Asunción Ocotlán                       | Asunción Ocotlán                       | 292        | San Pablo Cuatro Venados             | San Pablo Cuatro Venados             |
| 008        | Asunción Tlacolulita                   | Asunción Tlacolulita                   | 293        | San Pablo Etla                       | San Pablo Etla                       |
| 009        | Ayotzintepec                           | Ayotzintepec                           | 294        | San Pablo Huitzo                     | San Pablo Huitzo                     |
| 010        | El Barrio de la Soledad                | El Barrio de la Soledad                | 295        | San Pablo Huixtepec                  | San Pablo Huixtepec                  |
| 011        | Calihualá                              | Calihualá                              | 296        | San Pablo Macuiltianguis             | San Pablo Macuiltianguis             |
| 012        | Candelaria Loxicha                     | Candelaria Loxicha                     | 297        | San Pablo Tijaltepec                 | San Pablo Tijaltepec                 |
| 013        | Ciénega de Zimatlán                    | Ciénega de Zimatlán                    | 298        | San Pablo Villa de Mitla             | San Pablo Villa de Mitla             |
| 014        | Ciudad Ixtepec                         | Ciudad Ixtepec                         | 299        | San Pablo Yaganiza                   | San Pablo Yaganiza                   |
| 015        | Coatecas Altas                         | Coatecas Altas                         | 300        | San Pedro Amuzgos                    | San Pedro Amuzgos                    |
| 016        | Coicoyán de las Flores                 | Coicoyán de las Flores                 | 301        | San Pedro Apóstol                    | San Pedro Apóstol                    |
| 017        | La Compañía                            | La Compañía                            | 302        | San Pedro Atoyac                     | San Pedro Atoyac                     |
| 018        | Concepción Buenavista                  | Concepción Buenavista                  | 303        | San Pedro Cajonos                    | San Pedro Cajonos                    |
| 019        | Concepción Pápalo                      | Concepción Pápalo                      | 304        | San Pedro Coxcaltepec Cántaros       | San Pedro Coxcaltepec Cántaros       |
| 020        | Constancia del Rosario                 | Constancia del Rosario                 | 305        | San Pedro Comitancillo               | San Pedro Comitancillo               |
| 021        | Cosolapa                               | Cosolapa                               | 306        | San Pedro el Alto                    | San Pedro el Alto                    |
| 022        | Cosoltepec                             | Cosoltepec                             | 307        | San Pedro Huamelula                  | San Pedro Huamelula                  |
| 023        | Cuilápam de Guerrero                   | Cuilápam de Guerrero                   | 308        | San Pedro Huilotepec                 | San Pedro Huilotepec                 |
| 024        | Cuyamecalco Villa de Zaragoza          | Cuyamecalco Villa de Zaragoza          | 309        | San Pedro Ixcatlán                   | San Pedro Ixcatlán                   |
| 025        | Chahuites                              | Chahuites                              | 310        | San Pedro Ixtlahuaca                 | San Pedro Ixtlahuaca                 |
| 026        | Chalcatongo de Hidalgo                 | Chalcatongo de Hidalgo                 | 311        | San Pedro Jaltepetongo               | San Pedro Jaltepetongo               |
| 027        | Chiquihuitlán de Benito Juárez         | Chiquihuitlán de Benito Juárez         | 312        | San Pedro Jicayán                    | San Pedro Jicayán                    |
| 028        | Heroica Ciudad de Ejutla de Crespo     | Heroica Ciudad de Ejutla de Crespo     | 313        | San Pedro Jocotipac                  | San Pedro Jocotipac                  |
| 029        | Eloxochitlán de Flores Magón           | Eloxochitlán de Flores Magón           | 314        | San Pedro Juchatengo                 | San Pedro Juchatengo                 |
| 030        | El Espinal                             | El Espinal                             | 315        | San Pedro Mártir                     | San Pedro Mártir                     |
| 031        | Tamazulapam del Espíritu Santo         | Tamazulapam del Espíritu Santo         | 316        | San Pedro Mártir Quiechapa           | San Pedro Mártir Quiechapa           |
| 032        | Fresnillo de Trujano                   | Fresnillo de Trujano                   | 317        | San Pedro Mártir Yucuxaco            | San Pedro Mártir Yucuxaco            |
| 033        | Guadalupe Etla                         | Guadalupe Etla                         | 318        | San Pedro Mixtepec - Distrito 22 -   | San Pedro Mixtepec - Distrito 22 -   |
| 034        | Guadalupe de Ramírez                   | Guadalupe de Ramírez                   | 319        | SSan Pedro Mixtepec - Distrito 26 -  | San Pedro Mixtepec - Distrito 26 -   |
| 035        | Guelatao de Juárez                     | Guelatao de Juárez                     | 320        | San Pedro Molinos                    | San Pedro Molinos                    |
| 036        | Guevea de Humboldt                     | Guevea de Humboldt                     | 321        | San Pedro Nopala                     | San Pedro Nopala                     |
| 037        | Mesones Hidalgo                        | Mesones Hidalgo                        | 322        | San Pedro Ocopetatillo               | San Pedro Ocopetatillo               |
| 038        | Villa Hidalgo                          | Villa Hidalgo                          | 323        | San Pedro Ocotepec                   | San Pedro Ocotepec                   |
| 039        | Heroica Ciudad de Huajuapan de León    | Heroica Ciudad de Huajuapan de León    | 324        | San Pedro Pochutla                   | San Pedro Pochutla                   |
| 040        | Huautepec                              | Huautepec                              | 325        | San Pedro Quiatoni                   | San Pedro Quiatoni                   |
| 041        | Huautla de Jiménez                     | Huautla de Jiménez                     | 326        | San Pedro Sochiapam                  | San Pedro Sochiapam                  |
| 042        | Ixtlán de Juárez                       | Ixtlán de Juárez                       | 327        | San Pedro Tapanatepec                | San Pedro Tapanatepec                |
| 043        | Heroica Ciudad de Juchitán de Zaragoza | Heroica Ciudad de Juchitán de Zaragoza | 328        | San Pedro Taviche                    | San Pedro Taviche                    |
| 044        | Loma Bonita                            | Loma Bonita                            | 329        | San Pedro Teozacoalco                | San Pedro Teozacoalco                |
| 045        | Magdalena Apasco                       | Magdalena Apasco                       | 330        | San Pedro Teutila                    | San Pedro Teutila                    |
| 046        | Magdalena Jaltepec                     | Magdalena Jaltepec                     | 331        | San Pedro Tidaá                      | San Pedro Tidaá                      |
| 047        | Santa Magdalena Jicotlán               | Santa Magdalena Jicotlán               | 332        | San Pedro Topiltepec                 | San Pedro Topiltepec                 |
| 048        | Magdalena Mixtepec                     | Magdalena Mixtepec                     | 333        | San Pedro Totolapa                   | San Pedro Totolapa                   |
| 049        | Magdalena Ocotlán                      | Magdalena Ocotlán                      | 334        | Villa de Tututepec de Melchor Ocampo | Villa de Tututepec de Melchor Ocampo |
| 050        | Magdalena Peñasco                      | Magdalena Peñasco                      | 335        | San Pedro Yaneri                     | San Pedro Yaneri                     |
| 051        | Magdalena Teitipac                     | Magdalena Teitipac                     | 336        | San Pedro Yólox                      | San Pedro Yólox                      |
| 052        | Magdalena Tequisistlán                 | Magdalena Tequisistlán                 | 337        | San Pedro y San Pablo Ayutla         | San Pedro y San Pablo Ayutla         |
| 053        | Magdalena Tlacotepec                   | Magdalena Tlacotepec                   | 338        | Villa de Etla                        | Villa de Etla                        |
| 054        | Magdalena Zahuatlán                    | Magdalena Zahuatlán                    | 339        | San Pedro y San Pablo Teposcolula    | San Pedro y San Pablo Teposcolula    |
| 055        | Mariscala de Juárez                    | Mariscala de Juárez                    | 340        | San Pedro y San Pablo Tequixtepec    | San Pedro y San Pablo Tequixtepec    |
| 056        | Mártires de Tacubaya                   | Mártires de Tacubaya                   | 341        | San Pedro Yucunama                   | San Pedro Yucunama                   |
| 057        | Matías Romero Avendaño                 | Matías Romero Avendaño                 | 342        | San Raymundo Jalpan                  | San Raymundo Jalpan                  |
| 058        | Mazatlán Villa de Flores               | Mazatlán Villa de Flores               | 343        | San Sebastián Abasolo                | San Sebastián Abasolo                |
| 059        | Miahuatlán de Porfirio Díaz            | Miahuatlán de Porfirio Díaz            | 344        | San Sebastián Coatlán                | San Sebastián Coatlán                |
| 060        | Mixistlán de la Reforma                | Mixistlán de la Reforma                | 345        | San Sebastián Ixcapa                 | San Sebastián Ixcapa                 |
| 061        | Monjas                                 | Monjas                                 | 346        | San Sebastián Nicananduta            | San Sebastián Nicananduta            |
| 062        | Natividad                              | Natividad                              | 347        | San Sebastián Río Hondo              | San Sebastián Río Hondo              |
| 063        | Nazareno Etla                          | Nazareno Etla                          | 348        | San Sebastián Tecomaxtlahuaca        | San Sebastián Tecomaxtlahuaca        |
| 064        | Nejapa de Madero                       | Nejapa de Madero                       | 349        | San Sebastián Teitipac               | San Sebastián Teitipac               |
| 065        | Ixpantepec Nieves                      | Ixpantepec Nieves                      | 350        | San Sebastián Tutla                  | San Sebastián Tutla                  |
| 066        | Santiago Niltepec                      | Santiago Niltepec                      | 351        | San Simón Almolongas                 | San Simón Almolongas                 |
| 067        | Oaxaca de Juárez                       | Oaxaca de Juárez                       | 352        | San Simón Zahuatlán                  | San Simón Zahuatlán                  |
| 068        | Ocotlán de Morelos                     | Ocotlán de Morelos                     | 353        | Santa Ana                            | Santa Ana                            |
| 069        | La Pe                                  | La Pe                                  | 354        | Santa Ana Ateixtlahuaca              | Santa Ana Ateixtlahuaca              |
| 070        | Pinotepa de Don Luis                   | Pinotepa de Don Luis                   | 355        | Santa Ana Cuauhtémoc                 | Santa Ana Cuauhtémoc                 |
| 071        | Pluma Hidalgo                          | Pluma Hidalgo                          | 356        | Santa Ana del Valle                  | Santa Ana del Valle                  |
| 072        | San José del Progreso                  | San José del Progreso                  | 357        | Santa Ana Tavela                     | Santa Ana Tavela                     |
| 073        | Putla Villa de Guerrero                | Putla Villa de Guerrero                | 358        | Santa Ana Tlapacoyan                 | Santa Ana Tlapacoyan                 |
| 074        | Santa Catarina Quioquitani             | Santa Catarina Quioquitani             | 359        | Santa Ana Yareni                     | Santa Ana Yareni                     |
| 075        | Reforma de Pineda                      | Reforma de Pineda                      | 360        | Santa Ana Zegache                    | Santa Ana Zegache                    |
| 076        | La Reforma                             | La Reforma                             | 361        | Santa Catalina Quieri                | Santa Catalina Quieri                |
| 077        | Reyes Etla                             | Reyes Etla                             | 362        | Santa Catarina Cuixtla               | Santa Catarina Cuixtla               |
| 078        | Rojas de Cuauhtémoc                    | Rojas de Cuauhtémoc                    | 363        | Santa Catarina Ixtepeji              | Santa Catarina Ixtepeji              |
| 079        | Salina Cruz                            | Salina Cruz                            | 364        | Santa Catarina Juquila               | Santa Catarina Juquila               |
| 080        | San Agustín Amatengo                   | San Agustín Amatengo                   | 365        | Santa Catarina Lachatao              | Santa Catarina Lachatao              |
| 081        | San Agustín Atenango                   | San Agustín Atenango                   | 366        | Santa Catarina Loxicha               | Santa Catarina Loxicha               |
| 082        | San Agustín Chayuco                    | San Agustín Chayuco                    | 367        | Santa Catarina Mechoacán             | Santa Catarina Mechoacán             |
| 083        | San Agustín de las Juntas              | San Agustín de las Juntas              | 368        | Santa Catarina Minas                 | Santa Catarina Minas                 |
| 084        | San Agustín Etla                       | San Agustín Etla                       | 369        | Santa Catarina Quiané                | Santa Catarina Quiané                |
| 085        | San Agustín Loxicha                    | San Agustín Loxicha                    | 370        | Santa Catarina Tayata                | Santa Catarina Tayata                |
| 086        | San Agustín Tlacotepec                 | San Agustín Tlacotepec                 | 371        | Santa Catarina Ticuá                 | Santa Catarina Ticuá                 |
| 087        | San Agustín Yatareni                   | San Agustín Yatareni                   | 372        | Santa Catarina Yosonotú              | Santa Catarina Yosonotú              |
| 088        | San Andrés Cabecera Nueva              | San Andrés Cabecera Nueva              | 373        | Santa Catarina Zapoquila             | Santa Catarina Zapoquila             |
| 089        | San Andrés Dinicuiti                   | San Andrés Dinicuiti                   | 374        | Santa Cruz Acatepec                  | Santa Cruz Acatepec                  |
| 090        | San Andrés Huaxpaltepec                | San Andrés Huaxpaltepec                | 375        | Santa Cruz Amilpas                   | Santa Cruz Amilpas                   |
| 091        | San Andrés Huayapam                    | San Andrés Huayapam                    | 376        | Santa Cruz de Bravo                  | Santa Cruz de Bravo                  |
| 092        | San Andrés Ixtlahuaca                  | San Andrés Ixtlahuaca                  | 377        | Santa Cruz Itundujia                 | Santa Cruz Itundujia                 |
| 093        | San Andrés Lagunas                     | San Andrés Lagunas                     | 378        | Santa Cruz Mixtepec                  | Santa Cruz Mixtepec                  |
| 094        | San Andrés Nuxiño                      | San Andrés Nuxiño                      | 379        | Santa Cruz Nundaco                   | Santa Cruz Nundaco                   |
| 095        | San Andrés Paxtlán                     | San Andrés Paxtlán                     | 380        | Santa Cruz Papalutla                 | Santa Cruz Papalutla                 |
| 096        | San Andrés Sinaxtla                    | San Andrés Sinaxtla                    | 381        | Santa Cruz Tacache de Mina           | Santa Cruz Tacache de Mina           |
| 097        | San Andrés Solaga                      | San Andrés Solaga                      | 382        | Santa Cruz Tacahua                   | Santa Cruz Tacahua                   |
| 098        | San Andrés Teotilálpam                 | San Andrés Teotilálpam                 | 383        | Santa Cruz Tayata                    | Santa Cruz Tayata                    |
| 099        | San Andrés Tepetlapa                   | San Andrés Tepetlapa                   | 384        | Santa Cruz Xitla                     | Santa Cruz Xitla                     |
| 100        | San Andrés Yaá                         | San Andrés Yaá                         | 385        | Santa Cruz Xoxocotlán                | Santa Cruz Xoxocotlán                |
| 101        | San Andrés Zabache                     | San Andrés Zabache                     | 386        | Santa Cruz Zenzontepec               | Santa Cruz Zenzontepec               |
| 102        | San Andrés Zautla                      | San Andrés Zautla                      | 387        | Santa Gertrudis                      | Santa Gertrudis                      |
| 103        | San Antonino Castillo Velasco          | San Antonino Castillo Velasco          | 388        | Santa Inés del Monte                 | Santa Inés del Monte                 |
| 104        | San Antonino el Alto                   | San Antonino el Alto                   | 389        | Santa Inés Yatzeche                  | Santa Inés Yatzeche                  |
| 105        | San Antonino Monte Verde               | San Antonino Monte Verde               | 390        | Santa Lucía del Camino               | Santa Lucía del Camino               |
| 106        | San Antonio Acutla                     | San Antonio Acutla                     | 391        | Santa Lucía Miahuatlán               | Santa Lucía Miahuatlán               |
| 107        | San Antonio de la Cal                  | San Antonio de la Cal                  | 392        | Santa Lucía Monteverde               | Santa Lucía Monteverde               |
| 108        | San Antonio Huitepec                   | San Antonio Huitepec                   | 393        | Santa Lucía Ocotlán                  | Santa Lucía Ocotlán                  |
| 109        | San Antonio Nanahuatipam               | San Antonio Nanahuatipam               | 394        | Santa María Alotepec                 | Santa María Alotepec                 |
| 110        | San Antonio Sinicahua                  | San Antonio Sinicahua                  | 395        | Santa María Apazco                   | Santa María Apazco                   |
| 111        | San Antonio Tepetlapa                  | San Antonio Tepetlapa                  | 396        | Santa María la Asunción              | Santa María la Asunción              |
| 112        | San Baltazar Chichicapam               | San Baltazar Chichicapam               | 397        | Heroica Ciudad de Tlaxiaco           | Heroica Ciudad de Tlaxiaco           |
| 113        | San Baltazar Loxicha                   | San Baltazar Loxicha                   | 398        | Ayoquezco de Aldama                  | Ayoquezco de Aldama                  |
| 114        | San Baltazar Yatzachi el Bajo          | San Baltazar Yatzachi el Bajo          | 399        | Santa María Atzompa                  | Santa María Atzompa                  |
| 115        | San Bartolo Coyotepec                  | San Bartolo Coyotepec                  | 400        | Santa María Camotlán                 | Santa María Camotlán                 |
| 116        | San Bartolomé Ayautla                  | San Bartolomé Ayautla                  | 401        | Santa María Colotepec                | Santa María Colotepec                |
| 117        | San Bartolomé Loxicha                  | San Bartolomé Loxicha                  | 402        | Santa María Cortijo                  | Santa María Cortijo                  |
| 118        | San Bartolomé Quialana                 | San Bartolomé Quialana                 | 403        | Santa María Coyotepec                | Santa María Coyotepec                |
| 119        | San Bartolomé Yucuañe                  | San Bartolomé Yucuañe                  | 404        | Santa María Chachoapam               | Santa María Chachoapam               |
| 120        | San Bartolomé Zoogocho                 | San Bartolomé Zoogocho                 | 405        | Villa de Chilapa de Díaz             | Villa de Chilapa de Díaz             |
| 121        | San Bartolo Soyaltepec                 | San Bartolo Soyaltepec                 | 406        | Santa María Chilchotla               | Santa María Chilchotla               |
| 122        | San Bartolo Yautepec                   | San Bartolo Yautepec                   | 407        | Santa María Chimalapa                | Santa María Chimalapa                |
| 123        | San Bernardo Mixtepec                  | San Bernardo Mixtepec                  | 408        | Santa María del Rosario              | Santa María del Rosario              |
| 124        | San Blas Atempa                        | San Blas Atempa                        | 409        | Santa María del Tule                 | Santa María del Tule                 |
| 125        | San Carlos Yautepec                    | San Carlos Yautepec                    | 410        | Santa María Ecatepec                 | Santa María Ecatepec                 |
| 126        | San Cristóbal Amatlán                  | San Cristóbal Amatlán                  | 411        | Santa María Guelacé                  | Santa María Guelacé                  |
| 127        | San Cristóbal Amoltepec                | San Cristóbal Amoltepec                | 412        | Santa María Guienagati               | Santa María Guienagati               |
| 128        | San Cristóbal Lachirioag               | San Cristóbal Lachirioag               | 413        | Santa María Huatulco                 | Santa María Huatulco                 |
| 129        | San Cristóbal Suchixtlahuaca           | San Cristóbal Suchixtlahuaca           | 414        | Santa María Huazolotitlán            | Santa María Huazolotitlán            |
| 130        | San Dionisio del Mar                   | San Dionisio del Mar                   | 415        | Santa María Ipalapa                  | Santa María Ipalapa                  |
| 131        | San Dionisio Ocotepec                  | San Dionisio Ocotepec                  | 416        | Santa María Ixcatlán                 | Santa María Ixcatlán                 |
| 132        | San Dionisio Ocotlán                   | San Dionisio Ocotlán                   | 417        | Santa María Jacatepec                | Santa María Jacatepec                |
| 133        | San Esteban Atatlahuca                 | San Esteban Atatlahuca                 | 418        | Santa María Jalapa del Marqués       | Santa María Jalapa del Marqués       |
| 134        | San Felipe Jalapa de Díaz              | San Felipe Jalapa de Díaz              | 419        | Santa María Jaltianguis              | Santa María Jaltianguis              |
| 135        | San Felipe Tejalapam                   | San Felipe Tejalapam                   | 420        | Santa María Lachixío                 | Santa María Lachixío                 |
| 136        | San Felipe Usila                       | San Felipe Usila                       | 421        | Santa María Mixtequilla              | Santa María Mixtequilla              |
| 137        | San Francisco Cahuacúa                 | San Francisco Cahuacúa                 | 422        | Santa María Nativitas                | Santa María Nativitas                |
| 138        | San Francisco Cajonos                  | San Francisco Cajonos                  | 423        | Santa María Nduayaco                 | Santa María Nduayaco                 |
| 139        | San Francisco Chapulapa                | San Francisco Chapulapa                | 424        | Santa María Ozolotepec               | Santa María Ozolotepec               |
| 140        | San Francisco Chindúa                  | San Francisco Chindúa                  | 425        | Santa María Pápalo                   | Santa María Pápalo                   |
| 141        | San Francisco del Mar                  | San Francisco del Mar                  | 426        | Santa María Peñoles                  | Santa María Peñoles                  |
| 142        | San Francisco Huehuetlán               | San Francisco Huehuetlán               | 427        | Santa María Petapa                   | Santa María Petapa                   |
| 143        | San Francisco Ixhuatán                 | San Francisco Ixhuatán                 | 428        | Santa María Quiegolani               | Santa María Quiegolani               |
| 144        | San Francisco Jaltepetongo             | San Francisco Jaltepetongo             | 429        | Santa María Sola                     | Santa María Sola                     |
| 145        | San Francisco Lachigoló                | San Francisco Lachigoló                | 430        | Santa María Tataltepec               | Santa María Tataltepec               |
| 146        | San Francisco Logueche                 | San Francisco Logueche                 | 431        | Santa María Tecomavaca               | Santa María Tecomavaca               |
| 147        | San Francisco Nuxaño                   | San Francisco Nuxaño                   | 432        | Santa María Temaxcalapa              | Santa María Temaxcalapa              |
| 148        | San Francisco Ozolotepec               | San Francisco Ozolotepec               | 433        | Santa María Temaxcaltepec            | Santa María Temaxcaltepec            |
| 149        | San Francisco Sola                     | San Francisco Solac                    | 434        | Santa María Teopoxco                 | Santa María Teopoxco                 |
| 150        | San Francisco Telixtlahuaca            | San Francisco Telixtlahuaca            | 435        | Santa María Tepantlali               | Santa María Tepantlali               |
| 151        | San Francisco Teopan                   | San Francisco Teopan                   | 436        | Santa María Texcatitlán              | Santa María Texcatitlán              |
| 152        | San Francisco Tlapancingo              | San Francisco Tlapancingo              | 437        | Santa María Tlahuitoltepec           | Santa María Tlahuitoltepec           |
| 153        | San Gabriel Mixtepec                   | San Gabriel Mixtepec                   | 438        | Santa María Tlalixtac                | Santa María Tlalixtac                |
| 154        | San Ildefonso Amatlán                  | San Ildefonso Amatlán                  | 439        | Santa María Tonameca                 | Santa María Tonameca                 |
| 155        | San Ildefonso Sola                     | San Ildefonso Sola                     | 440        | Santa María Totolapilla              | Santa María Totolapilla              |
| 156        | San Ildefonso Villa Alta               | San Ildefonso Villa Alta               | 441        | Santa María Xadani                   | Santa María Xadani                   |
| 157        | San Jacinto Amilpas                    | San Jacinto Amilpas                    | 442        | Santa María Yalina                   | Santa María Yalina                   |
| 158        | San Jacinto Tlacotepec                 | San Jacinto Tlacotepec                 | 443        | Santa María Yavesía                  | Santa María Yavesía                  |
| 159        | San Jerónimo Coatlán                   | San Jerónimo Coatlán                   | 444        | Santa María Yolotepec                | Santa María Yolotepec                |
| 160        | San Jerónimo Silacayoapilla            | San Jerónimo Silacayoapilla            | 445        | Santa María Yosoyúa                  | Santa María Yosoyúa                  |
| 161        | San Jerónimo Sosola                    | San Jerónimo Sosola                    | 446        | Santa María Yucuhiti                 | Santa María Yucuhiti                 |
| 162        | San Jerónimo Taviche                   | San Jerónimo Taviche                   | 447        | Santa María Zacatepec                | Santa María Zacatepec                |
| 163        | San Jerónimo Tecoatl                   | San Jerónimo Tecoatl                   | 448        | Santa María Zaniza                   | Santa María Zaniza                   |
| 164        | San Jorge Nuchita                      | San Jorge Nuchita                      | 449        | Santa María Zoquitlán                | Santa María Zoquitlán                |
| 165        | San José Ayuquila                      | San José Ayuquila                      | 450        | Santiago Amoltepec                   | Santiago Amoltepec                   |
| 166        | San José Chiltepec                     | San José Chiltepec                     | 451        | Santiago Apoala                      | Santiago Apoala                      |
| 167        | San José del Peñasco                   | San José del Peñasco                   | 452        | Santiago Apóstol                     | Santiago Apóstol                     |
| 168        | San José Estancia Grande               | San José Estancia Grande               | 453        | Santiago Astata                      | Santiago Astata                      |
| 169        | San José Independencia                 | San José Independencia                 | 454        | Santiago Atitlán                     | Santiago Atitlán                     |
| 170        | San José Lachiguirí                    | San José Lachiguirí                    | 455        | Santiago Ayuquililla                 | Santiago Ayuquililla                 |
| 171        | San José Tenango                       | San José Tenango                       | 456        | Santiago Cacaloxtepec                | Santiago Cacaloxtepec                |
| 172        | San Juan Achiutla                      | San Juan Achiutla                      | 457        | Santiago Camotlán                    | Santiago Camotlán                    |
| 173        | San Juan Atepec                        | San Juan Atepec                        | 458        | Santiago Comaltepec                  | Santiago Comaltepec                  |
| 174        | Ánimas Trujano                         | Ánimas Trujano                         | 459        | Santiago Chazumba                    | Santiago Chazumba                    |
| 175        | San Juan Bautista Atatlahuca           | San Juan Bautista Atatlahuca           | 460        | Santiago Choapam                     | Santiago Choapam                     |
| 176        | San Juan Bautista Coixtlahuaca         | San Juan Bautista Coixtlahuaca         | 461        | Santiago del Río                     | Santiago del Río                     |
| 177        | San Juan Bautista Cuicatlán            | San Juan Bautista Cuicatlán            | 462        | Santiago Huajolotitlán               | Santiago Huajolotitlán               |
| 178        | San Juan Bautista Guelache             | San Juan Bautista Guelache             | 463        | Santiago Huauclilla                  | Santiago Huauclilla                  |
| 179        | San Juan Bautista Jayacatlán           | San Juan Bautista Jayacatlán           | 464        | Santiago Ihuitlán Plumas             | Santiago Ihuitlán Plumas             |
| 180        | San Juan Bautista Lo de Soto           | San Juan Bautista Lo de Soto           | 465        | Santiago Ixcuintepec                 | Santiago Ixcuintepec                 |
| 181        | San Juan Bautista Suchitepec           | San Juan Bautista Suchitepec           | 466        | Santiago Ixtayutla                   | Santiago Ixtayutla                   |
| 182        | San Juan Bautista Tlacoatzintepec      | San Juan Bautista Tlacoatzintepec      | 467        | Santiago Jamiltepec                  | Santiago Jamiltepec                  |
| 183        | San Juan Bautista Tlachichilco         | San Juan Bautista Tlachichilco         | 468        | Santiago Jocotepec                   | Monte Negro                          |
| 184        | San Juan Bautista Tuxtepec             | San Juan Bautista Tuxtepec             | 469        | Santiago Juxtlahuaca                 | Santiago Juxtlahuaca                 |
| 185        | San Juan Cacahuatepec                  | San Juan Cacahuatepec                  | 470        | Santiago Lachiguiri                  | Santiago Lachiguiri                  |
| 186        | San Juan Cieneguilla                   | San Juan Cieneguilla                   | 471        | Santiago Lalopa                      | Santiago Lalopa                      |
| 187        | San Juan Coatzospam                    | San Juan Coatzospam                    | 472        | Santiago Laollaga                    | Santiago Laollaga                    |
| 188        | San Juan Colorado                      | San Juan Colorado                      | 473        | Santiago Laxopa                      | Santiago Laxopa                      |
| 189        | San Juan Comaltepec                    | San Juan Comaltepec                    | 474        | Santiago Llano Grande                | Santiago Llano Grande                |
| 190        | San Juan Cotzocón                      | San Juan Cotzocón                      | 475        | Santiago Matatlán                    | Santiago Matatlán                    |
| 191        | San Juan Chicomezúchil                 | San Juan Chicomezúchil                 | 476        | Santiago Miltepec                    | Santiago Miltepec                    |
| 192        | San Juan Chilateca                     | San Juan Chilateca                     | 477        | Santiago Minas                       | Santiago Minas                       |
| 193        | San Juan del Estado                    | San Juan del Estado                    | 478        | Santiago Nacaltepec                  | Santiago Nacaltepec                  |
| 194        | San Juan del Río                       | San Juan del Río                       | 479        | Santiago Nejapilla                   | Santiago Nejapilla                   |
| 195        | San Juan Diuxi                         | San Juan Diuxi                         | 480        | Santiago Nundiche                    | Santiago Nundiche                    |
| 196        | San Juan Evangelista Analco            | San Juan Evangelista Analco            | 481        | Santiago Nuyoó                       | Santiago Nuyoó                       |
| 197        | San Juan Guelavía                      | San Juan Guelavía                      | 482        | Santiago Pinotepa Nacional           | Santiago Pinotepa Nacional           |
| 198        | San Juan Guichicovi                    | San Juan Guichicovi                    | 483        | Santiago Suchilquitongo              | Santiago Suchilquitongo              |
| 199        | San Juan Ihualtepec                    | San Juan Ihualtepec                    | 484        | Santiago Tamazola                    | Santiago Tamazola                    |
| 200        | San Juan Juquila Mixes                 | San Juan Juquila Mixes                 | 485        | Santiago Tapextla                    | Santiago Tapextla                    |
| 201        | San Juan Juquila Vijanos               | San Juan Juquila Vijanos               | 486        | Villa Tejúpam de la Unión            | Villa Tejúpam de la Unión            |
| 202        | San Juan Lachao                        | San Juan Lachao                        | 487        | Santiago Tenango                     | Santiago Tenango                     |
| 203        | San Juan Lachigalla                    | San Juan Lachigalla                    | 488        | Santiago Tepetlapa                   | Santiago Tepetlapa                   |
| 204        | San Juan Lajarcia                      | San Juan Lajarcia                      | 489        | Santiago Tetepec                     | Santiago Tetepec                     |
| 205        | San Juan Lalana                        | San Juan Lalana                        | 490        | Santiago Texcalcingo                 | Santiago Texcalcingo                 |
| 206        | San Juan de los Cues                   | San Juan de los Cues                   | 491        | Santiago Textitlán                   | Santiago Textitlán                   |
| 207        | San Juan Mazatlán                      | San Juan Mazatlán                      | 492        | Santiago Tilantongo                  | Santiago Tilantongo                  |
| 208        | San Juan Mixtepec -Distrito 08-        | San Juan Mixtepec -Distrito 08-        | 493        | Santiago Tillo                       | Santiago Tillo                       |
| 209        | San Juan Mixtepec -Distrito 26-        | San Juan Mixtepec -Distrito 26-        | 494        | Santiago Tlazoyaltepec               | Santiago Tlazoyaltepec               |
| 210        | San Juan Ñumí                          | San Juan Ñumí                          | 495        | Santiago Xanica                      | Santiago Xanica                      |
| 211        | San Juan Ozolotepec                    | San Juan Ozolotepec                    | 496        | Santiago Xiacuí                      | Santiago Xiacuí                      |
| 212        | San Juan Petlapa                       | San Juan Petlapa                       | 497        | Santiago Yaitepec                    | Santiago Yaitepec                    |
| 213        | San Juan Quiahije                      | San Juan Quiahije                      | 498        | Santiago Yaveo                       | Santiago Yaveo                       |
| 214        | San Juan Quiotepec                     | San Juan Quiotepec                     | 499        | Santiago Yolomécatl                  | Santiago Yolomécatl                  |
| 215        | San Juan Sayultepec                    | San Juan Sayultepec                    | 500        | Santiago Yosondúa                    | Santiago Yosondúa                    |
| 216        | San Juan Tabaá                         | San Juan Tabaá                         | 501        | Santiago Yucuyachi                   | Santiago Yucuyachi                   |
| 217        | San Juan Tamazola                      | San Juan Tamazola                      | 502        | Santiago Zacatepec                   | Santiago Zacatepec                   |
| 218        | San Juan Teita                         | San Juan Teita                         | 503        | Santiago Zoochila                    | Santiago Zoochila                    |
| 219        | San Juan Teitipac                      | San Juan Teitipac                      | 504        | Nuevo Zoquiapam                      | Nuevo Zoquiapam                      |
| 220        | San Juan Tepeuxila                     | San Juan Tepeuxila                     | 505        | Santo Domingo Ingenio                | Santo Domingo Ingenio                |
| 221        | San Juan Teposcolula                   | San Juan Teposcolula                   | 506        | Santo Domingo Albarradas             | Santo Domingo Albarradas             |
| 222        | San Juan Yaeé                          | San Juan Yaeé                          | 507        | Santo Domingo Armenta                | Santo Domingo Armenta                |
| 223        | San Juan Yatzona                       | San Juan Yatzona                       | 508        | Santo Domingo Chihuitán              | Santo Domingo Chihuitán              |
| 224        | San Juan Yucuita                       | San Juan Yucuita                       | 509        | Santo Domingo de Morelos             | Santo Domingo de Morelos             |
| 225        | San Lorenzo                            | San Lorenzo                            | 510        | Santo Domingo Ixcatlán               | Santo Domingo Ixcatlán               |
| 226        | San Lorenzo Albarradas                 | San Lorenzo Albarradas                 | 511        | Santo Domingo Nuxaá                  | Santo Domingo Nuxaá                  |
| 227        | San Lorenzo Cacaotepec                 | San Lorenzo Cacaotepec                 | 512        | Santo Domingo Ozolotepec             | Santo Domingo Ozolotepec             |
| 228        | San Lorenzo Cuaunecuiltitla            | San Lorenzo Cuaunecuiltitla            | 513        | Santo Domingo Petapa                 | Santo Domingo Petapa                 |
| 229        | San Lorenzo Texmelucan                 | San Lorenzo Texmelucan                 | 514        | Santo Domingo Roayaga                | Santo Domingo Roayaga                |
| 230        | San Lorenzo Victoria                   | San Lorenzo Victoria                   | 515        | Santo Domingo Tehuantepec            | Santo Domingo Tehuantepec            |
| 231        | San Lucas Camotlán                     | San Lucas Camotlán                     | 516        | Santo Domingo Teojomulco             | Santo Domingo Teojomulco             |
| 232        | San Lucas Ojitlán                      | San Lucas Ojitlán                      | 517        | Santo Domingo Tepuxtepec             | Santo Domingo Tepuxtepec             |
| 233        | San Lucas Quiaviní                     | San Lucas Quiaviní                     | 518        | Santo Domingo Tlatayapam             | Santo Domingo Tlatayapam             |
| 234        | San Lucas Zoquiapam                    | San Lucas Zoquiapam                    | 519        | Santo Domingo Tomaltepec             | Santo Domingo Tomaltepec             |
| 235        | San Luis Amatlán                       | San Luis Amatlán                       | 520        | Santo Domingo Tonalá                 | Santo Domingo Tonalá                 |
| 236        | San Marcial Ozolotepec                 | San Marcial Ozolotepec                 | 521        | Santo Domingo Tonaltepec             | Santo Domingo Tonaltepec             |
| 237        | San Marcos Arteaga                     | San Marcos Arteaga                     | 522        | Santo Domingo Xagacía                | Santo Domingo Xagacía                |
| 238        | San Martín de los Cansecos             | San Martín de los Cansecos             | 523        | Santo Domingo Yanhuitlán             | Santo Domingo Yanhuitlán             |
| 239        | San Martín Huamelulpam                 | San Martín Huamelulpam                 | 524        | Santo Domingo Yodohino               | Santo Domingo Yodohino               |
| 240        | San Martín Itunyoso                    | San Martín Itunyoso                    | 525        | Santo Domingo Zanatepec              | Santo Domingo Zanatepec              |
| 241        | San Martín Lachilá                     | San Martín Lachilá                     | 526        | Santos Reyes Nopala                  | Santos Reyes Nopala                  |
| 242        | San Martín Peras                       | San Martín Peras                       | 527        | Santos Reyes Pápalo                  | Santos Reyes Pápalo                  |
| 243        | San Martín Tilcajete                   | San Martín Tilcajete                   | 528        | Santos Reyes Tepejillo               | Santos Reyes Tepejillo               |
| 244        | San Martín Toxpalan                    | San Martín Toxpalan                    | 529        | Santos Reyes Yucuná                  | Santos Reyes Yucuná                  |
| 245        | San Martín Zacatepec                   | San Martín Zacatepec                   | 530        | Santo Tomás Jalieza                  | Santo Tomás Jalieza                  |
| 246        | San Mateo Cajonos                      | San Mateo Cajonos                      | 531        | Santo Tomás Mazaltepec               | Santo Tomás Mazaltepec               |
| 247        | Capulálpam de Méndez                   | Capulálpam de Méndez                   | 532        | Santo Tomás Ocotepec                 | Santo Tomás Ocotepec                 |
| 248        | San Mateo del Mar                      | San Mateo del Mar                      | 533        | Santo Tomás Tamazulapan              | Santo Tomás Tamazulapan              |
| 249        | San Mateo Yoloxochitlán                | San Mateo Yoloxochitlán                | 534        | San Vicente Coatlán                  | San Vicente Coatlán                  |
| 250        | San Mateo Etlatongo                    | San Mateo Etlatongo                    | 535        | San Vicente Lachixío                 | San Vicente Lachixío                 |
| 251        | San Mateo Nejapam                      | San Mateo Nejapam                      | 536        | San Vicente Nuñú                     | San Vicente Nuñú                     |
| 252        | San Mateo Peñasco                      | San Mateo Peñasco                      | 537        | Silacayoapam                         | Silacayoapam                         |
| 253        | San Mateo Piñas                        | San Mateo Piñas                        | 538        | Sitio de Xitlapehua                  | Sitio de Xitlapehua                  |
| 254        | San Mateo Río Hondo                    | San Mateo Río Hondo                    | 539        | Soledad Etla                         | Soledad Etla                         |
| 255        | San Mateo Sindihui                     | San Mateo Sindihui                     | 540        | Villa de Tamazulapam del Progreso    | Villa de Tamazulapam del Progreso    |
| 256        | San Mateo Tlapiltepec                  | San Mateo Tlapiltepec                  | 541        | Tanetze de Zaragoza                  | Tanetze de Zaragoza                  |
| 257        | San Melchor Betaza                     | San Melchor Betaza                     | 542        | Taniche                              | Taniche                              |
| 258        | San Miguel Achiutla                    | San Miguel Achiutla                    | 543        | Tataltepec de Valdés                 | Tataltepec de Valdés                 |
| 259        | San Miguel Ahuehuetitlán               | San Miguel Ahuehuetitlán               | 544        | Teococuilco de Marcos Pérez          | Teococuilco de Marcos Pérez          |
| 260        | San Miguel Aloápam                     | San Miguel Aloápam                     | 545        | Teotitlán de Flores Magón            | Teotitlán de Flores Magón            |
| 261        | San Miguel Amatitlán                   | San Miguel Amatitlán                   | 546        | Teotitlán del Valle                  | Teotitlán del Valle                  |
| 262        | San Miguel Amatlán                     | San Miguel Amatlán                     | 547        | Teotongo                             | Teotongo                             |
| 263        | San Miguel Coatlán                     | San Miguel Coatlán                     | 548        | Tepelmeme Villa de Morelos           | Tepelmeme Villa de Morelos           |
| 264        | San Miguel Chicahua                    | San Miguel Chicahua                    | 549        | Tezoatlán de Segura y Luna           | Tezoatlán de Segura y Luna           |
| 265        | San Miguel Chimalapa                   | San Miguel Chimalapa                   | 550        | San Jerónimo Tlacochahuaya           | San Jerónimo Tlacochahuaya           |
| 266        | San Miguel del Puerto                  | San Miguel del Puerto                  | 551        | Tlacolula de Matamoros               | Tlacolula de Matamoros               |
| 267        | San Miguel del Río                     | San Miguel del Río                     | 552        | Tlacotepec Plumas                    | Tlacotepec Plumas                    |
| 268        | San Miguel Ejutla                      | San Miguel Ejutla                      | 553        | Tlalixtac de Cabrera                 | Tlalixtac de Cabrera                 |
| 269        | San Miguel el Grande                   | San Miguel el Grande                   | 554        | Totontepec Villa de Morelos          | Totontepec Villa de Morelos          |
| 270        | San Miguel Huautla                     | San Miguel Huautla                     | 555        | Trinidad Zaachila                    | Trinidad Zaachila                    |
| 271        | San Miguel Mixtepec                    | San Miguel Mixtepec                    | 556        | La Trinidad Vista Hermosa            | La Trinidad Vista Hermosa            |
| 272        | San Miguel Panixtlahuaca               | San Miguel Panixtlahuaca               | 557        | Unión Hidalgo                        | Unión Hidalgo                        |
| 273        | San Miguel Peras                       | San Miguel Peras                       | 558        | Valerio Trujano                      | Valerio Trujano                      |
| 274        | San Miguel Piedras                     | San Miguel Piedras                     | 559        | San Juan Bautista Valle Nacional     | San Juan Bautista Valle Nacional     |
| 275        | San Miguel Quetzaltepec                | San Miguel Quetzaltepec                | 560        | Villa Díaz Ordaz                     | Villa Díaz Ordaz                     |
| 276        | San Miguel Santa Flor                  | San Miguel Santa Flor                  | 561        | Yaxe                                 | Yaxe                                 |
| 277        | Villa Sola de Vega                     | Villa Sola de Vega                     | 562        | Magdalena Yodocono de Porfirio Díaz  | Magdalena Yodocono de Porfirio Díaz  |
| 278        | San Miguel Soyaltepec                  | Temascal                               | 563        | Yogana                               | Yogana                               |
| 279        | San Miguel Suchixtepec                 | San Miguel Suchixtepec                 | 564        | Yutanduchi de Guerrero               | Yutanduchi de Guerrero               |
| 280        | Villa Talea de Castro                  | Villa Talea de Castro                  | 565        | Villa de Zaachila                    | Villa de Zaachila                    |
| 281        | San Miguel Tecomatlán                  | San Miguel Tecomatlán                  | 566        | Zapotitlán del Río                   | Zapotitlán del Río                   |
| 282        | San Miguel Tenango                     | San Miguel Tenango                     | 567        | Zapotitlán Lagunas                   | Zapotitlán Lagunas                   |
| 283        | San Miguel Tequixtepec                 | San Miguel Tequixtepec                 | 568        | Zapotitlán Palmas                    | Zapotitlán Palmas                    |
| 284        | San Miguel Tilquiapam                  | San Miguel Tilquiapam                  | 569        | Santa Inés de Zaragoza               | Santa Inés de Zaragoza               |
| 285        | San Miguel Tlacamama                   | San Miguel Tlacamama                   | 570        | Zimatlán de Álvarez                  | Zimatlán de Álvarez                  |